# David Witt
David Witt (High Point, 2 giugno 1973) è un allenatore di tennis ed ex tennista statunitense.

## Carriera
In carriera ha raggiunto una finale nel doppio all'U.S. Men's Clay Court Championships nel 1994, in coppia con il connazionale Brian MacPhie. Nei tornei del Grande Slam ha ottenuto il suo miglior risultato raggiungendo il terzo turno nel doppio agli US Open nel 1993.
Ha allenato per diversi anni Venus Williams e come coach di Jessica Pegula gli è stato assegnato il premio WTA come miglior allenatore del 2022. Nel febbraio 2024 ha avuto fine il rapporto con Pegula e il mese dopo è diventato il coach di Maria Sakkarī. A luglio dello stesso anno ha iniziato la collaborazione con Frances Tiafoe.

## Statistiche

### Doppio

#### Finali perse (1)
| Numero | Anno           | Torneo                                          | Superficie  | Compagno      | Avversari in finale                  | Punteggio     |
| 1.     | 17 aprile 1994 | U.S. Men's Clay Court Championships, Birmingham | Terra rossa | Brian MacPhie | Richey Reneberg Christo van Rensburg | 6-2, 3-6, 2-6 |